# Baruch Agadati
Baruch Agadati (hebr. ברוך אגדתי, ur. 8 stycznia 1895 w Benderach, zm. 18 stycznia 1976 w Tel Awiwie) – izraelski tancerz, choreograf, malarz, producent i reżyser filmowy.
Urodził się jako Boris Lwowicz Kauszanski (ros. Борис Львович Каушанский) w Besarabii, dorastał w Odessie. W wieku 15 lat emigrował do Palestyny. Studiował w Szkole Sztuk Pięknych i Rzemiosł Artystycznych Besaleela. W 1914 roku wrócił do Odessy i uczył się w tamtejszej szkole baletowej; wówczas przyjął pseudonim Agadati. Po zakończeniu I wojny światowej powrócił do Palestyny. W oparciu o elementy tańca Żydów jemeńskich i Arabów stworzył własny „hebrajski styl tańca”. W latach 20. i 30. organizował tańce na ulicach Tel Awiwu z okazji święta Purim. W latach 1923–1927 występował w Europie, m.in. w Warszawie, Paryżu, Wiedniu i Berlinie. Współpracował wówczas z Natalią Gonczarową i Michaiłem Łarionowem, którzy projektowali dla niego kostiumy i pomagali mu w opracowywaniu choreografii. Chętnie portretowali go Reuven Rubin i Pinchas Litwinowski, którzy również projektowali kostiumy do jego przedstawień. W 1935 roku wyreżyserował pierwszy izraelski film dźwiękowy Zot Hi Ha'Aretz.